# Oliarus fuscipennis
Oliarus fuscipennis är en insektsart som först beskrevs av Stsl 1855.  Oliarus fuscipennis ingår i släktet Oliarus och familjen kilstritar. Inga underarter finns listade i Catalogue of Life.